# کیرشنوشل
کیرشنوشل (به آلمانی: Kirchnüchel) یک شهر در آلمان است که در Plön (District) واقع شده‌است. کیرشنوشل ۱۹۱ نفر جمعیت دارد.